# Indulto
L'indulto consiste in un provvedimento generale che causa l'estinzione della pena. L'indulto è ispirato, in origine, a ragioni di opportunità politica e pacificazione sociale.

## Nell'ordinamento italiano
L'indulto è previsto nell'ordinamento italiano dall'art. 79 della Costituzione e dell'art. 174 del Codice penale.
In senso proprio, è un provvedimento con il quale il Parlamento condona o commuta parte della pena per i reati commessi prima della presentazione del disegno di legge di indulto. La Costituzione richiede una maggioranza dei due terzi dei componenti di ciascuna Camera, per l'approvazione della legge di concessione dell'indulto. La legge di concessione dell'indulto non può essere oggetto di referendum abrogativo, come previsto dall'art. 75 comma 2 della Costituzione.
Per l'applicazione dell'indulto è competente il giudice dell'esecuzione, il quale procede senza formalità, secondo la procedura de plano prevista anche per l'amnistia.
L'indulto è un provvedimento di indulgenza a carattere generale e si differenzia dall'amnistia perché si limita ad estinguere in tutto o in parte la pena principale, che viene in tutto o in parte condonata oppure commutata in altra specie di pena consentita dalla legge e pertanto non estingue le pene accessorie, salvo che la legge di concessione non disponga diversamente e, a maggior ragione, lascia sussistere gli altri effetti penali della condanna, mentre l'amnistia estingue il reato. Può essere condizionato, e spesso è appunto condizionato al non commettere altri reati in un periodo, anche abbastanza lungo, immediatamente successivo, pena la revoca del beneficio.
Diversamente dalla grazia, che è un provvedimento individuale, l'indulto è un istituto di carattere generale e si riferisce a tutti i condannati che si trovino in determinate condizioni di pena.
Prima della riforma dell'articolo 79 della Costituzione operata dalla legge costituzionale 6 marzo 1992, n. 1, i provvedimenti di indulto venivano concessi dal Presidente della repubblica su delega del Parlamento.

### L'indulto del 2006
Il 29 luglio 2006 il Parlamento ha approvato con un'ampia maggioranza trasversale la legge 241/2006 che ha introdotto un provvedimento di indulto per i reati commessi fino al 2 maggio dello stesso anno. In particolare è stato concesso un indulto non superiore ai tre anni per le pene detentive e fino a 10.000 euro per le pene pecuniarie.
Sono peraltro esclusi dal beneficio i reati in materia di terrorismo (compresa l'associazione eversiva), strage, banda armata, schiavitù, prostituzione minorile, pedo-pornografia, tratta di persone, violenza sessuale, sequestro di persona, riciclaggio, produzione, traffico e detenzione di sostanze stupefacenti, usura e quelli concernenti la mafia. La legge stabilisce anche che l'indulto non si applica alle pene accessorie, come l'interdizione dai pubblici uffici. È prevista inoltre la revoca del beneficio in caso di commissione, entro cinque anni dalla data di entrata in vigore della legge, di un delitto non colposo per il quale si riporti una condanna a pena detentiva non inferiore a due anni.
Papa Giovanni Paolo II, incontrando i due rami delle Camere in seduta congiunta nel corso della XIV Legislatura, aveva chiesto in modo accorato ai parlamentari un "segno di clemenza".

#### Critiche
La votazione sull'indulto, pur avendo raccolto una maggioranza trasversale molto ampia, è stata accompagnata da polemiche e critiche, all'interno e fuori dalle sedi della politica: in particolare, le controversie riguardano l'ampiezza del provvedimento che ha riguardato anche reati gravi (ad es. l'omicidio volontario) ma non alcuni reati minori e le accuse di aver strumentalizzato l'appello di Giovanni Paolo II. Queste ultime risultano, tuttavia, inconsistenti, dato che lo stesso Giovanni Paolo II, nel discorso tenuto in un Parlamento riunito in seduta comune, il 14 novembre del 2002, ha esplicitamente affermato che «merita attenzione la situazione delle carceri, nelle quali i detenuti vivono spesso in condizioni di penoso sovraffollamento. Un segno di clemenza verso di loro mediante una riduzione della pena costituirebbe una chiara manifestazione di sensibilità, che non mancherebbe di stimolarne l'impegno di personale ricupero in vista di un positivo reinserimento nella società». Inoltre, all'indomani dell'approvazione dell'indulto, il Vaticano ha espresso «Grande soddisfazione» per mezzo del cardinale Renato Raffaele Martino, presidente della Pontificia Commissione Giustizia e Pace
Il Csm cinque mesi dopo l'approvazione della legge denunciò che il provvedimento di indulto, azzerando la pena senza estinguere il reato, rendeva comunque necessario il completamento dell'iter processuale, distogliendo le risorse degli uffici giudiziari da altri processi sui quali non di rado gravano concreti rischi di prescrizione.
L'indulto non copre i reati compiuti dopo la promulgazione della legge, i quali sono quindi soggetti alla pena completa e anzi comportano la revoca dell'eventuale beneficio avuto.
I primi studi quantitativi sugli effetti dell'indulto hanno rilevato dati positivi, dimostrando che l'indulto non aumenta la propensione a compiere attività criminose. Secondo il resoconto della situazione carceraria pre e post-indulto pubblicato dal Dipartimento di Amministrazione Penitenziaria, nei primi 5 mesi il tasso di recidiva (ossia la percentuale di persone che commettono un altro reato e tornano in carcere) è stato dell'12,9%, contro una media superiore al 30% nei precedenti provvedimenti di indulto. Inoltre il tasso di recidiva è stato più alto tra i cittadini italiani che tra gli immigrati, e tra questi ultimi l'89% dei recidivi hanno avuto la revoca del beneficio per reati legati esclusivamente all'immigrazione clandestina.
Altre analisi tuttavia smentiscono l'ottimismo dei resoconti del Dipartimento di Amministrazione Penitenziaria e mostrano il repentino aumento di alcune tipologie di reati, tra le quali le rapine in banca, nei mesi successivi alla concessione del provvedimento di clemenza.
A ottobre 2007 il Capo del Dipartimento dell'amministrazione penitenziaria, Ettore Ferrara, affermò che entro la prima metà del 2009, se non fosse accaduto qualche fatto nuovo e senza interventi strutturali, avrebbe potuto ripresentarsi la situazione di sovraffollamento carcerario precedente l'indulto, così come in effetti è stato.

### I provvedimenti di indulto concessi in Italia dal 1º gennaio 1942 ad oggi
| Regio decreto 17 ottobre 1942, n. 1156. Concessione di amnistia e indulto |
| Regio decreto 5 aprile 1944, n. 96. Amnistia e indulto per reati comuni, militari e annonari                                                                                     |
| Decreto Luogotenente 26 ottobre 1944, n. 17. Concessione di amnistia e indulto per reati in materia finanziaria                                                                  |
| Decreto Lgt. 8 giugno 1945. Applicazione degli articoli 1 e 2 del Regio Decreto 5 aprile 1944, n. 96, nei territori liberati dopo il 4 aprile 1944                               |
| Decreto Lgt. 29 marzo 1946, n. 133. Indulto per alcuni reati di mancato conferimento degli ammassi                                                                               |
| Decreto Presidenziale 22 giugno 1946, n. 4. Amnistia e indulto per reati comuni, politici e militari; fu detto amnistia Togliatti                                                |
| Decreto legislativo 18 gennaio 1947, n. 244. Estensione dell'amnistia, dell'indulto e della grazia ai condannati in territori attualmente sottratti all'Amministrazione italiana |
| Decreto C.P.S. 1º marzo 1947, n. 92. Amnistia e indulto per reati militari in occasione del giuramento alla Repubblica delle Forze Armate                                        |
| Decreto C.P.S. 8 maggio 1947, n. 460. Amnistia e indulto per reati riguardo ai quali vi è stata una sospensione del procedimento o della esecuzione per causa di guerra          |
| Decreto C.P.S. 25 giugno 1947, n. 513. Amnistia e indulto per reati commessi in relazione con vertenze agrarie                                                                   |
| D.P.R. 27 dicembre 1948, n. 1464. Concessione di amnistia e indulto in materia di detenzione abusiva di armi                                                                     |
| D.P.R. 26 agosto 1949, n. 602. Concessione di amnistia e indulto per reati elettorali                                                                                            |
| D.P.R. 23 dicembre 1949, n. 930. Concessione di indulto |
| D.P.R. 19 dicembre 1953, n. 922. Concessione di amnistia e indulto per reati comuni, politici e militari; fu detto amnistia Azara                                                |
| D.P.R. 11 luglio 1959, n. 460. Concessione di amnistia e indulto |
| D.P.R. 24 gennaio 1963, n. 5. Concessione di amnistia e indulto |
| D.P.R. 4 giugno 1966, n. 332. Concessione di amnistia e indulto per reati con pena reclusiva fino a 3 anni                                                                       |
| D.P.R. 25 ottobre 1968, n. 1084. Concessione di amnistia e indulto |
| D.P.R. 22 maggio 1970, n. 283. Concessione di amnistia e indulto per reati in ambito di manifestazioni, con pena fino a 5 anni                                                   |
| D.P.R. 4 agosto 1978, n. 413. Concessione di amnistia e indulto per reati con pena reclusiva fino a 3 anni, con eccezioni                                                        |
| D.P.R. 18 dicembre 1981, n. 744. Concessione di amnistia e indulto per reati con pena reclusiva fino a 3 anni, con eccezioni                                                     |
| D.P.R. 16 dicembre 1986, n. 865. Concessione di amnistia e indulto |
| D.P.R. 22 dicembre 1990, n. 394. Concessione di indulto |
| Legge n. 241, 31 luglio 2006. Concessione di indulto |